# گمینا ستپنگتسا
گمینا ستپنگتسا (به لهستانی:  Gmina Stepnica) یک گمینا در لهستان است که در شهرستان گولنگوف واقع شده‌است. گمینا ستپنگتسا ۲۹۴٫۱۶ کیلومتر مربع مساحت و ۴٬۶۹۳ نفر جمعیت دارد.